# Louis-Marie Stanislas Fréron
Louis-Marie Stanislas Fréron (Párizs, 1754. augusztus 17. – Saint-Domingue, 1802. július 15.) francia újságíró, politikus. A francia forradalom egyik jelentős és jelképes személye. 1792-től 1795-ig a Nemzeti Konvent képviselője. Fréron leginkább kegyetlen lépéseiről, a jakobinus terror végrehajtója és kiszolgálójaként ismert. Híres lépései közé tartozik, hogy a touloni csata (1793) egyik vesztes ütközete után kivégzéssel fenyegette meg az akkor még fiatal Bonaparte Napóleont. Mikor Napóleon Első Konzul lett bosszúból Fréront Saint-Dominque-ra (Haitira) száműzte, ahol 1802-ben vérhasban meghalt.

## Előzmények
Párizsban született, gazdag családban. Apja filozófus volt, legnagyobb ellensége Voltaire volt, aki többször megvádolta Fréron apját államellenes cselekedettel. Fréron Lycée Louis-le-Grand-ban tanult. Itt később édesapja magas rangú beosztott lett. Hamar kapcsolatba került Camille Desmoulins-sal. Fréron apja halála után újságíróként kereste a kenyeret társa, Julien Louis Geoffroy segítségével.

## Forradalmi tevékenységek
Fréron egy idő után egyre radikálisabb nézeteket vallott, ez a napilapjaiban érezhető is volt. Tovább bizonyítja az, hogy az napilapjait Desmoulins-sal és Marat-tal hárman szerkesztették. A Bastille megtámadására a napilapban támogatták, hergelték az embereket. Nem sokkal a forradalom kirobbanása után Bonne-Nouvelle körzet képviselőjévé választották. Képviselőként ritkán volt aktív, inkább visszatért az újságíráshoz. Megkezdte a saját hírlapját  a L'Orateur du Peuple-t szerkeszteni Marcel Enfantin-nal.
1790-ben Marcel Enfantin-t letartóztatták összeesküvés vádjával. 1792-ben ő és Desmoulins ösztönözték a népét, hogy támadják meg királyi palotát és hogy csapjanak össze a svájci testőrökkel. Szeptemberben megválasztották a Nemzeti Konvent képviselőjének. 1793-tól és 1794-ig Paul Barras mellett dolgozott a déli területeken (Marseille, Toulon, Provence).

### Toulon ostroma
Franciaország legnagyobb problémája Toulon visszafoglalása volt. Már egy jóideje próbálkoztak a visszavételével, sikertelenül. Fréron először támogatta Napóleon tervét, miszerint a legközelebbi félszigetet meg kell szállni és tüzérségi egységeket kell elhelyezni. Viszont Carteaux generális szándékosan keresztbe tett Napóleonnak és Franciaországnak; 1500 ember helyett csak simán 500 küldött. Ezután Fréron többször megfenyegette Napóleont, hogy kifogja végeztetni, de inkább meggondolta magát. Napóleon küldött levelet Párizsnak a terveiről, ha kivégezteti a fiatal tisztet a nevét Carteaux terve mellé teszi le, de ha Carteaux kudarcot vall akkor magával fogja rántani. Ezért Fréron beleegyezett abba, hogy Napóleon megmaradjon ta pózicíójában – attól függetlenül mégis lefokoztatta és a tartalékosok vezetőjének nevezte ki – Carteaux-ot pedig egy héten belül pedig áthelyezi más frontra. Mikor azonban az erődöt ostromolták a franciák már a vereség szélén álltak, ekkor Napóleon mindenféle-fajta engedélykérés nélkül maga rohamozott a tartalékosokkal a csatába. 
Kevesen tudják, de Napóleon bemutatta húgát, Pauline-t Fréronnak, akivel kapcsolatban is volt egy darabig. 

## A Direktórium
Ő és Barras először '93-tól 94-ig Hegypártiak voltak, azután 94-től 95-ig thermidoriakkal voltak. 1794-ben segítették a Thermidori Konventet Robespierre ellen. A Direktórium 1796-ban Marseille-be küldte, ahol megírta a "Mémoire historique sur la réaction royale et sur les malheurs du midi" nevű könyvét. Megválasztották az Ötszázak Tanácsába, de nem engedték hogy ülésezzen. Mikor Napóleon 1801-ben Konzul lett, Fréront Saint-Dominque-ra száműzte, ahol 1802-ben vérhasban meghalt.